# Église Saint-Joseph de Semarang
L'église Saint-Joseph (indonésien : Gereja Santo Yusuf), également appelée église de Gedangan, est une église catholique située à Semarang, en Indonésie. Elle dépend de la paroisse Saint-Joseph au sein de l'archidiocèse de Semarang.
L'église est construite entre 1870 et 1875 pour répondre aux besoins de la population catholique en pleine croissance à Semarang. Le bâtiment en briques rouges est conçu par l'architecte néerlandais W. I. van Bakel et érigé pour un coût de 110 000 florins. L'édifice se développe considérablement au cours des cinquante années suivantes : il est d'abord fréquenté principalement par des Européens et des personnes métisses, puis accueille majoritairement une congrégation autochtone.
Le complexe ecclésial comprend notamment le bâtiment principal de l'église, un presbytère et un couvent. L'église Saint-Joseph est décorée de dix-neuf vitraux (dont trois sont dédiés à son saint patron, Joseph), de sculptures illustrant les quatorze stations du Chemin de croix, et un autel importé d'Allemagne. La tour unique abrite deux cloches fabriquées par la fonderie Petit & Fritsen.

## Histoire

### Catholicisme à Semarang
L'Église catholique fait son entrée à Semarang, dans les Indes néerlandaises (aujourd'hui Java central, en Indonésie), au début du XIXe siècle. En 1808, le père Lambertus Prinsen (1777–1840) est envoyé depuis les Pays-Bas vers les Indes comme curé de Semarang et des paroisses voisines, notamment Salatiga et Klaten. Il établit rapidement un conseil chargé des affaires religieuses, et les baptêmes commencent l'année suivante : quatorze personnes, principalement des Néerlandais, sont baptisées en 1809. Toutefois, cette communauté ne dispose pas encore d'un lieu de culte propre : jusqu'en 1815, elle utilise l'église Immanuel toute proche, un édifice destiné aux protestants. Entre 1815 et 1822, les offices se tiennent dans les maisons des fidèles, puis, à partir du 7 août 1822, la messe est célébrée chez Prinsen, dans sa nouvelle demeure située près de l'église Immanuel.
La communauté réclame alors un édifice dédié, d'autant plus qu'elle possède déjà un terrain propice à cette fin : en 1828, les catholiques achètent un ancien hôpital et la parcelle attenante à Gedangan, près du port, où ils fondent un orphelinat. Cependant, le manque de clercs freine tout développement ultérieur. Devenu pasteur de la communauté en 1858, Joseph Lijnen (1815–1882) quitte les Indes pour Heythuysen, aux Pays-Bas, où il parvient à convaincre plusieurs religieuses franciscaines de le rejoindre aux Indes afin de soutenir la communauté par l'éducation et le ministère. De retour aux Indes, il fait établir les plans d'une église à construire en face de l'orphelinat et du couvent créés pour accueillir ces religieuses.

### Une nouvelle église
L'église est conçue par l'architecte néerlandais W. I. van Bakel dans un style néogothique. Son financement, estimé à 110 000 florin, provient en partie du gouvernement colonial, ainsi que de la vente de terrains inutilisés et de dons recueillis auprès de fidèles catholiques à travers la colonie. La première pierre est posée par le pasteur Lijnen le 1er octobre 1870. Les travaux avancent régulièrement jusqu'au 12 mai 1873, lorsqu'un effondrement de la tour, alors presque achevée, interrompt le chantier. Plusieurs causes sont évoquées, notamment la faiblesse de la charpente et la mauvaise qualité des briques utilisées. Le projet est alors revu à la baisse et les travaux reprennent, cette fois avec des briques importées des Pays-Bas, transportées comme lest à bord de navires. L'église est achevée le 12 décembre 1875 et bénie par le pasteur Lijnen,. Elle devient la première église catholique de la ville, destinée principalement aux habitants d'origine européenne ou métissée.

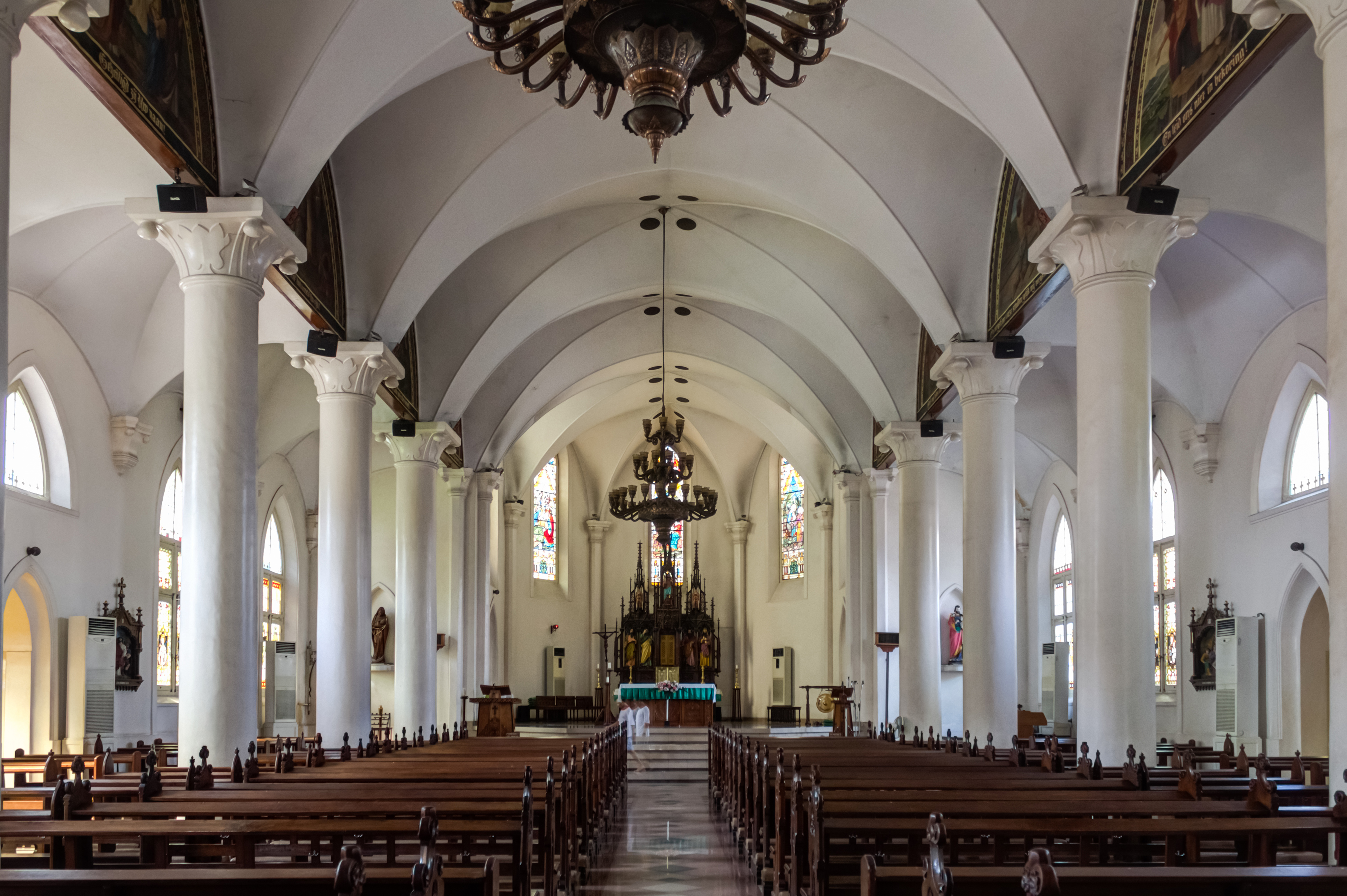
Intérieur de l'église.

Au cours du quart de siècle suivant, plusieurs aménagements modifient l'intérieur. Un nouvel autel gothique, produit à Düsseldorf, est installé en 1880. Deux ans plus tard, un banc de communion rejoint le mobilier liturgique. Durant cette période, la tour reçoit également une horloge et des cloches ; l'horloge est toutefois retirée en 1978 en raison de la défaillance de sa mécanique. Lijden décède en 1882, et le jésuite Joannes de Vries est nommé curé, marquant le début d'une lignée continue de prêtres jésuites qui perdure jusqu'en 2025. Élu supérieur provincial peu après sa prise de fonction, de Vries consacre une grande partie de son temps hors de la paroisse. En 1885, la population catholique de Semarang atteint 1 620 fidèles, contre environ un millier quatre ans plus tôt, dont beaucoup appartiennent aux forces militaires coloniales.
À la mort de de Vries en 1887, J. Keijzer lui succède et dirige la paroisse pendant sept ans. Sous son mandat, l'église et son parvis s'agrandissent. La construction d'un presbytère à plusieurs étages débute dans les années 1880 et s'achève le 1er août 1890. De l'autre côté de la rue, les religieuses fondent en 1888 une école primaire, puis entreprennent l'édification d'une chapelle pour le couvent, ouverte au culte le 6 août 1892. Durant cette même période, l'édifice se dote de vitraux et de nouveaux bancs. Les travaux se prolongent au XIXe siècle suivant : un orgue est installé en 1903 (restauré en 1993, mais toujours en mauvais état) et les quatorze stations du Chemin de croix sont gravées la même année.

### Développement et évangélisation auprès de la population indigène
À la fin du XIXe siècle, l'Église catholique dans les Indes se tourne vers la population autochtone, majoritairement musulmane. Elle rejoint ainsi des efforts déjà menés par des missionnaires protestants. Sierk Coolsma, de la Netherlands Missionary Union, connaît un certain succès auprès des Sundanais à Cianjur, tandis que Mattheus Teffer, de la Société des Missions néerlandaise, agit auprès des Javanais à Ambarawa,. Avant de quitter ses fonctions en 1894, le père Keijzer adresse à la métropole une requête précise afin que des prêtres maîtrisant le javanais soient envoyés pour prêcher directement aux habitants et traduire le catéchisme ainsi que plusieurs livres de prières.
En conséquence, trois jésuites partent en mission. Le père Hebrans arrive en 1895, puis les pères Hoevanaars et François van Lith (1863-1926) rejoignent l'archipel en 1896. Pendant une année, ils étudient le javanais à Gedangan, puis se dispersent afin de mettre à profit leurs compétences linguistiques. Très rapidement, van Lith s'impose comme le plus aguerri à la langue et aux coutumes locales. Il fonde une école à Muntilan destinée à former des instituteurs chargés de diffuser le catholicisme dans leurs classes. Cette initiative jette les bases de la Fondation Kanisius, qui ouvre plusieurs établissements scolaires catholiques à travers Java. En 1904, van Lith organise un baptême collectif à Kalibawang dans le kabupaten de Kulon Progo, près de Yogyakarta : cent soixante-huit Javanais reçoivent alors le baptême. Cette dynamique culmine en 1924, lorsque van Lith fonde à Semarang une école Kanisius au sein de la paroisse de Gedangan, poursuivant ainsi l'expansion de l'enseignement catholique auprès de la population indigène.
Au début du XXe siècle, la population catholique de Semarang devient suffisamment nombreuse pour justifier l'ouverture de plusieurs paroisses. En 1915, la chapelle de Karangpanas, située dans la partie sud de Semarang, accède au statut d'église paroissiale sous le vocable d'Athanase d'Alexandrie. En 1927, une troisième église, la cathédrale du Saint-Rosaire de Semarang, s'installe dans le quartier de Randusari, à l'ouest de Semarang, qui acquiert le statut de paroisse en 1930. Au fil des décennies suivantes, d'autres paroisses voient le jour. En 2000, l'église Saint-Joseph figure parmi les neuf églises paroissiales de la ville, desservant les sous-districts de Semarang-Est, Genuk, Sayung ainsi que certaines zones de Semarang-Nord.
En 1940, sur la recommandation de Petrus Willekens, le vicariat apostolique de Batavia est divisé en deux entités et Semarang devient le siège du nouveau vicariat. Albertus Soegijapranata (1896–1963), nommé vicaire apostolique, établit son siège à l'église de Randusari tout en résidant au presbytère de Gedangan,.

### Après la période coloniale
En mars 1942, les Indes néerlandaises sont occupées par l'empire du Japon. Le gouvernement d'occupation capture de nombreux hommes et femmes (principalement néerlandais), tant parmi le clergé que parmi les laïcs, et met en place des mesures qui modifient la tenue des offices. Les Japonais interdisent notamment l'usage du néerlandais lors des cérémonies et à l'écrit, et confisquent plusieurs biens appartenant à l'église. Le presbytère de Gedangan est néanmoins protégés par le clergé. Après l'internement de deux curés principaux européens, G. Schoonhoff et G. de Quay, le 27 août 1943, Soegijapranata, d'origine javanaise, assume les fonctions paroissiales tout en continuant son rôle de vicaire apostolique. Bien qu'il encourage la désobéissance face aux exigences japonaises jugées préjudiciables à l'Église, Soegijapranata approuve aussi certaines formes de collaboration : par exemple, le 28 février 1944, une messe en latin est célébrée à Gedangan par Paul Aijiro Yamaguchi, évêque de Nagasaki.
Le 17 août 1945, peu après les bombardements atomiques d'Hiroshima et de Nagasaki et alors que la défaite japonaise apparaît de plus en plus certaine, le président Soekarno proclame l'indépendance de l'État indonésien. Pendant la révolution qui se poursuit contre les forces néerlandaises de retour, des Européens sont détenus, tandis que les curés en chef néerlandais restent en place. Ces détentions, ainsi que la politique d'après-révolution qui décime la population européenne de l'Indonésie indépendante, font que la communauté reste dominée par les Javanais et d'autres peuples autochtones.
Dans les années 1950 et 1960, Gedangan reste un pôle majeur de la vie catholique à Semarang. Jusqu'en 1949, le supérieur provincial jésuite réside au presbytère de Gedangan, puis il est transféré à l'église de Karangpanas. De 1954 à 1962, il revient s'installer à Gedangan avant d'être à nouveau envoyé à Karangpanas. Pendant cette période, les bureaux centraux de la Fondation Kanisius occupent les locaux de l'église. ils ne quittent les lieux qu'en 1970, lorsque le siège est déplacé vers de nouveaux bâtiments. Sur le plan architectural, un bâtiment administratif dénommé Bintang Laut est achevé le 6 août 1988. Au début des années 1990, l'édifice de l'église fait l'objet de rénovations importantes qui concernent aussi bien la structure que les aménagements intérieurs. Malgré ces changements, l'église conserve ses activités liturgiques : elle célèbre des offices réguliers, avec notamment cinq messes chaque dimanche.

## Architecture

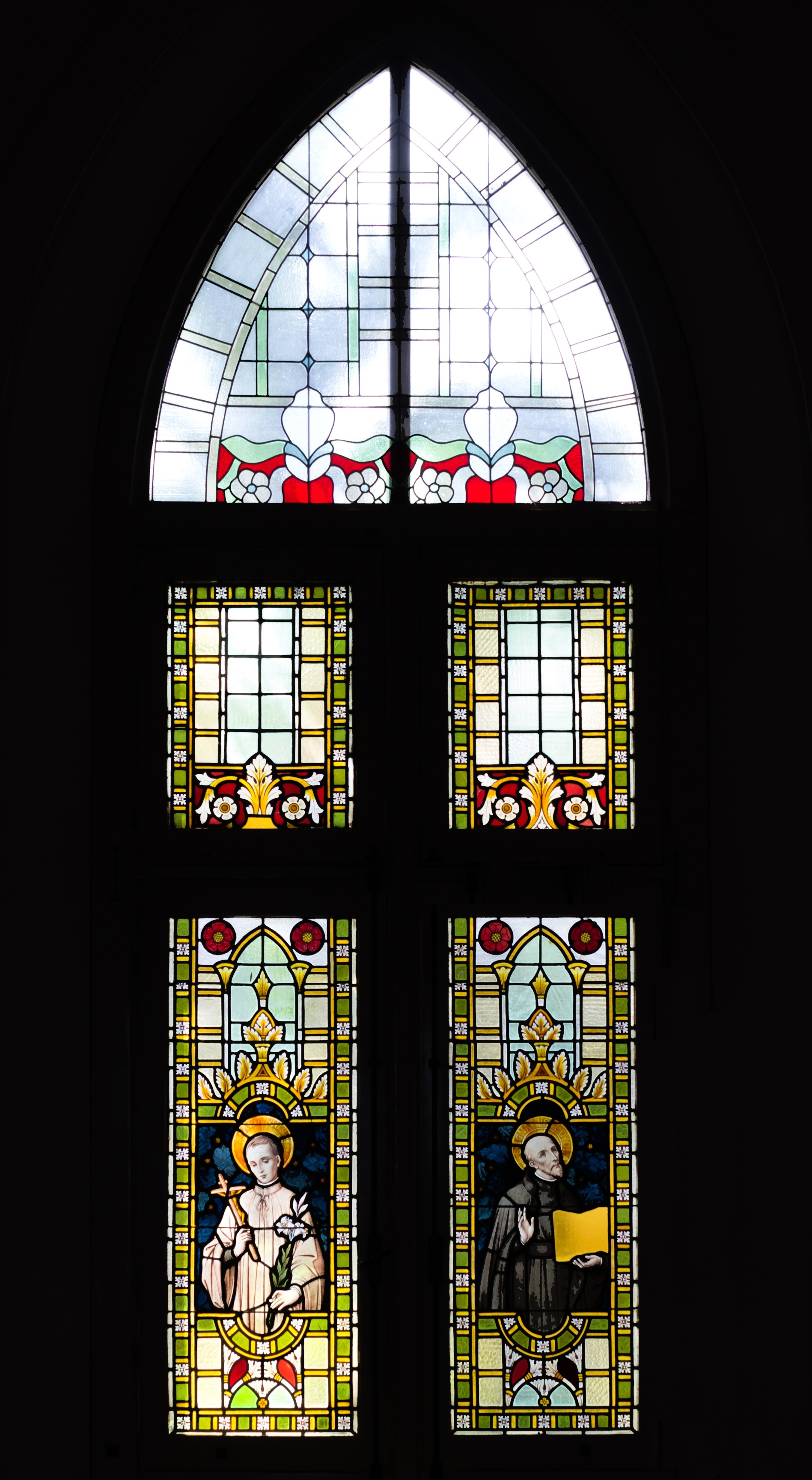
Un des vitraux de l'église Saint-Joseph.

L'église Saint-Joseph est située à l'est de la rue Ronggo Warsito, à Semarang, dans la province de Java central. Administrativement, elle appartient à la paroisse de Saint-Joseph, qui relève de l'archidiocèse de Semarang. Ce bâtiment en briques rouges a une capacité d'accueil de 800 personnes,. Orienté vers l'ouest, il dispose de fenêtres sur tous ses côtés et compte cinq entrées : deux au nord, deux au sud et une à l'ouest. Son toit est une voûte à croisées d'ogives de couleur blanche, soutenue par des colonnes ioniques.
L'intérieur de l'église est orné de dix-neuf vitraux, dont trois se trouvent derrière l'autel et huit le long de chaque côté du bâtiment. Les vitraux situés derrière l'autel mettent en lumière Saint-Joseph et illustrent, de droite à gauche, le séjour de la Sainte Famille en Égypte, leur vie quotidienne et la mort de Joseph. Quatre des seize vitraux latéraux, ceux les plus proches de l'autel et des portes, représentent des lys. Les douze autres vitraux présentent chacun un saint, parmi lesquels Ignace de Loyola, Stanislas Kostka et Sainte Cécile. Les murs sont également décorés de sculptures représentant les quatorze Stations de la Croix, ainsi que de douze triforiums qui abritent des peintures illustrant le Notre Père, le Discours sur le Pain de Vie et des louanges à Jésus-Christ et à Marie. Au sommet de l'autel, à l'extrémité est de l'église, se dresse un tabernacle. L'autel, importé d'Allemagne en 1880, est orné de statues d'Abraham, de Pierre, de Paul et de Melchisédech.
Le clocher abrite deux cloches en fonte, l'une mesurant 93,5 centimètres de hauteur et 90 centimètres de large à la base, et l'autre 75 centimètres de hauteur et 70 centimètres de diamètre à la base. Ces cloches ont été fabriquées par Petit & Fritsen en avril 1882 et exportées de Rotterdam par les frères Caminada. Elles portent toutes deux une inscription en latin, indiquant qu'elles ont été offertes par un Français né à Semarang, nommé Joseph Andrieux. Les cloches sont également décorées de motifs gravés de plantes et de croix. Lors de leur installation en 1882, elles étaient accompagnées d'une horloge. Cependant, avec le temps, le mécanisme s'est détérioré, et en 1978, il a été remplacé par un cadran rond décoré du christogramme IHS, qui est l'abréviation de « Iesus Hominum Salvator », signifiant « Jésus, Sauveur des Hommes ».
Au nord de l'église se trouve un presbytère, établi le 1er août 1890. Ce bâtiment de deux étages repose sur un haut socle et présente un sol en marbre. Les deux niveaux disposent de plafonds élevés, atteignant 4 mètres au-dessus du sol. Plus au nord se situe le bâtiment Bintang Laut, qui abrite des bureaux pour le conseil paroissial et d'autres besoins administratifs. Du côté ouest de la rue Ronggo Warsito se trouve un couvent pour les sœurs franciscaines, qui comprend une chapelle de style néogothique.